# Karl Ernst Schnell
Karl Ernst Schnell (Brassó, 1866. január 30. – Brassó, 1939. április 21.), egyes forrásokban Carl Ernst Schnell, Brassó városának utolsó szász nemzetiségű polgármestere. Szolgálata egybeesett az első világháború éveivel; többek között meg kellett szervezze a civilek menekülését az 1916-os román betörés alkalmával, majd alkalmazkodjon az új hatalom elvárásaihoz. Mindig a városlakók – főként a szászok – érdekeit tartotta szem előtt, és sikerrel hárította mind a magyar, mind az ezt követő román uralom nacionalista törekvéseit. Polgármesteri teendői mellett több más szervezetben is tevékenykedett; közel negyven évi közéleti szereplésével az időszak egyik meghatározó erdélyi politikusa volt, számos kitüntetés birtokosa.

## Élete
Karl Ernst Schnell 1866-ban született a Lópiac 5. számú házában, három nővére után első és egyedüli fiúként. Apja, Friedrich Schnell (1816–1900) ügyvédként dolgozott, később városi levéltárosként és alispánként is szolgált, ezen felül az erdélyi szász univerzitás tagja és a Ferenc József-rend kitüntetettje. Anyja Josefine Hayn (1832–1901). A család nem sokkal a gyerekek születése után a főtéri Búzasorra, majd a Fekete utca 7. szám alatti bérházba költözött; Karl Ernst Schnell az utóbbi helyen töltötte gyermekkora nagy részét. Akkoriban a Fekete utcában még nem volt járműforgalom, a cserzővargák az utca mentén folyó patakban mosták az irhákat, a gyermekek zavartalanul játszottak az utcán, ¾ 7-re mentek iskolába, a hosszú téli estéken pedig gyertyafénynél írták leckéiket.
Schnell hat éves korában kezdte az iskolát, és kitűnt mind a tanulmányokban, mind a testnevelésben. Osztálytársa és barátja volt Oskar Netoliczka, a későbbi történész és iskolaigazgató. 1884-ben kitüntetéssel vizsgázott a Honterus-gimnáziumban, majd Grazban és Budapesten jogot tanult; Budapesten tagja és egy éven keresztül elnöke volt a szász Transsylvania diákszervezetnek. 1888 nyarán megszerezte diplomáját és hazatért Brassóba, ahol egy ideig egykori tanára, Franz Herfurth a Kronstädter Zeitung újságnál alkalmazta, majd 1889-ben csatlakozott unokatestvére, Karl Schnell ügyvédi irodájához.
1893-ban feleségül vette Anne Finket, Wilhelm Fink brassói fogorvos lányát; a párnak négy gyermeke született. 1897-ben Kolozsváron doktori címet szerzett, 1901-ben szakvizsgát tett, 1905–1911 között pedig saját ügyvédi irodát vezetett. 1897-ben beválasztották a brassói városi tanácsba, 1899-ben pedig a Szász Nemzeti Bank alapító tagja volt.
1911-ben Brassó polgármesterévé választották, Franz Hiemesch utódjaként. Az 1916. évi román betörés alkalmával megszervezte Brassó civil lakosságának kimenekítését és maga is Budapestre távozott, majd a románok veresége után visszatért Brassóba. Hivatalát a román hatalomátvétel után is megtartotta, és egészen 1926-ig a város polgármestereként szolgált. Ezen felül számos más tisztséget töltött be; közel negyven évi közéleti szereplésével az időszak egyik meghatározó erdélyi politikusa volt.
1936-ban kiadta visszaemlékezéseit Aus meinem Leben. Erinnerungen aus alter und neuer Zeit (Életemről. Emlékek régi és új időkről) címen.

## Politikai pályafutása
Schnell kiváló politikai érzékkel rendelkező, kiemelkedő személyiség volt sokoldalú általános műveltséggel, nagy szorgalommal, és szilárd szaktudással. Tisztelte mind politikai ellenfeleit, mind a más nemzetiségű embereket; ezzel elismerést vívott ki mind a magyarok, mind a románok körében.
Politikai aktivizmusát 1890 körül kezdte; a Siebenbürgisch-Deutsche Tageblatt napilapban ismételten felszólalt a magyar kormány nemzetiségi politikája ellen. Tagja volt a „zöldszászok” csoportjának, akik ellenezték Erdély osztrák-magyar fennhatóságát, és Szászföld területi autonómiáját követelték. Az évek során a harcos „zöldszászból” megfontolt, konzervatív politikus lett, aki a város érdekében együttműködött a hatalommal. 1933-ban visszavonult a közélettől, mivel nem értett egyet az erdélyi szászok nemzetiszocialista irányba való sodródásával.

### Polgármesterként
Miután elődje, a karizmatikus Franz Hiemesch 1911 áprilisában rövid betegség után elhunyt, június 1-én a városi tanács 147-ből 123 szavazattal Schnellt választotta Brassó polgármesterévé. Új pozíciójában számos tervet valósított meg: kihirdették a nyugdíjtörvényt, a fegyelmi szabályzatot, a szervezetek és a mozik statútumát (1913), az új építési törvényt (1907–1916), a városfejlesztési tervet (1911–1914), és másokat. Néhány tervét azonban az első világháború vagy a kedvezőtlen körülmények miatt nem sikerült keresztülvinnie, például egy városi erőmű megépítését, egy új városi színház és temető létrehozását, vagy a városalapítást jelképező teuton lovag szobrának felállítását a Főtéren.
1916. augusztus 27-én a Román Királyság hadat üzent a Monarchiának, majd támadásba lendült. A budapesti kormány utasította Schnellt, hogy szervezze meg Brassó magyar és szász civil lakosságának kimenekítését; a következő napon 29 vonaton 20 000 ember hagyta el a várost (Brassó nem-román lakosságának 60%-a), és a város vagyonát is biztonságba helyezték. Schnell Budapesten megnyitotta a Brassó Városi Tanács Hivatalát (Kanzlei des Stadtmagistrats Kronstadt), onnan felügyelve a város dolgait. A polgármester-helyettesi tisztséget egy Brassóban maradt idős tanácsos, Friedrich Fabricius töltötte be, akit a román hadsereg túszul ejtett, a várost pedig – Fabricius visszaemlékezései szerint – kifosztották. A románok kiveretése után Fabricius fogadta a felszabadító Erich von Falkenhaynt és I. Károlyt; Schnell csak néhány nappal később érkezett vissza Brassóba. A háború évei alatt a városban még megfordult többek között Frigyes főherceg (1916 október), Frigyes Krisztián (1917 április), Ferenc Szalvátor (1917 június), és II. Vilmos császár (1917 szeptember).
Miután a Monarchia összeomlott és a szászok a medgyesi gyűlésen megszavazták a Román Királysághoz való csatlakozást, Schnell 1919. február 12-én felesküdött a román koronára, 1920-ban pedig hűsége jeléül Mária román királynénak ajándékozta a törcsvári kastélyt. A románok meghagyták Schnellt tisztségében, munkásságát elismerték és többször kitüntették; 1921-ben beszédet tarthatott a bukaresti Cotroceni-palotában, 1922-ben pedig részt vehetett a román királyi pár koronázásán. 1926-ban azonban az Averescu-kormány leváltotta tisztségéből – arra hivatkozva, hogy Schnellnek nem sikerült létrehoznia egy erőművet – és a román Constantin Mogát nevezte ki helyébe. A város fellebbezett a határozat ellen, és 1928-ban – néhány kormányváltás után – engedélyezték Schnellnek, hogy visszatérjen a polgármesteri székbe, de a csalódott Schnell ezt már nem fogadta el.
Polgármesterként Schnell a városiak – főként a szászok – érdekeit tartotta szem előtt, és sikerrel hárította a mindenkori uralom nacionalista törekvéseit. Az osztrák-magyar fennhatóság alatt megakadályozta, hogy Brassó vármegyét Háromszékhez csatolják; a román hatalomátvétel után pedig ellenszegült annak, hogy a szászok által lakott történelmi központ utcáit román személyiségekről nevezzék el (ezt a románok csak 1926-ban, Schnell leváltása után tudták keresztülvinni).
Schnell egyes ötleteit az utána következő városvezetők valósították meg; például az általa megálmodott parkot 1931-ban hozta létre Gheorghe Cuteanu polgármester (ma Nicolae Titulescu park).

### Egyéb tisztségei
Polgármesteri hivatalán kívül több más tisztséget töltött be. 1911-től az erdélyi szász univerzitás, 1912-től az evangélikus egyházkerületi gyűlés (Landeskonsistorium) tagja, 1912-től a Szász Nemzeti Tanács alelnöke, 1928-tól (Adolf Schullerus halála után) elnöke; kerületi egyházi kurátor, 36 éven keresztül a barcasági kerületi bizottság (Burzenländer Kreisausschuss) tagja, 1912-től elnökhelyettese, 1918-től kurátora. A románok 1919-ben főispáni és királyi jegyzői hivatalt ajánlottak neki, azonban Schnell egyik pozíciót sem fogadta el.
Az évek során számos magyar, osztrák, német, román kitüntetést kapott. 1932-ben megkapta a Román Koronarend parancsnoki keresztjét, 1933-ban pedig a Német Vöröskereszt díszjelvényét.

## Művei
- Schnell, Karl Ernst. Aus meinem Leben – Erinnerungen aus alter und neue Zeit. Brassó: Markusdruckerei (1936)
- Schnell, Karl Ernst. Für Christus, nicht gegen Christus. Brassó: Markusdruckerei (1939)

## Emlékezete
Brassóban utca viselte a nevét a világháború utáni lakhatási problémák megoldására létesített új negyedben (az egykori bolonyai Jancsi-rét, Johanniswiese területén, a jelenlegi AFI pláza környékén). A kommunista hatalomátvétel után az utcát N. D. Cocea aktivistáról nevezték el, és máig ezt a nevet viseli.

## Képek

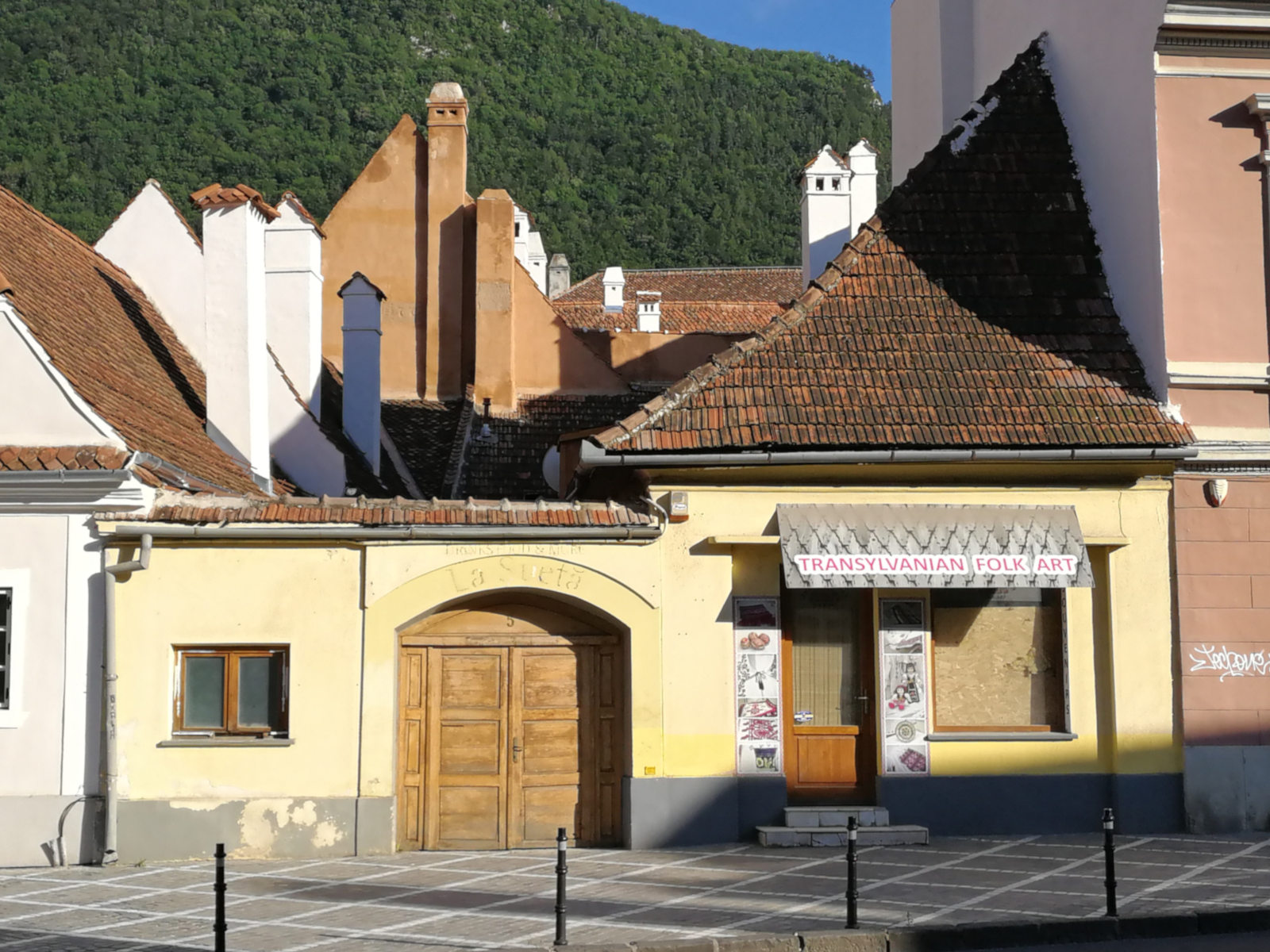
Szülőháza
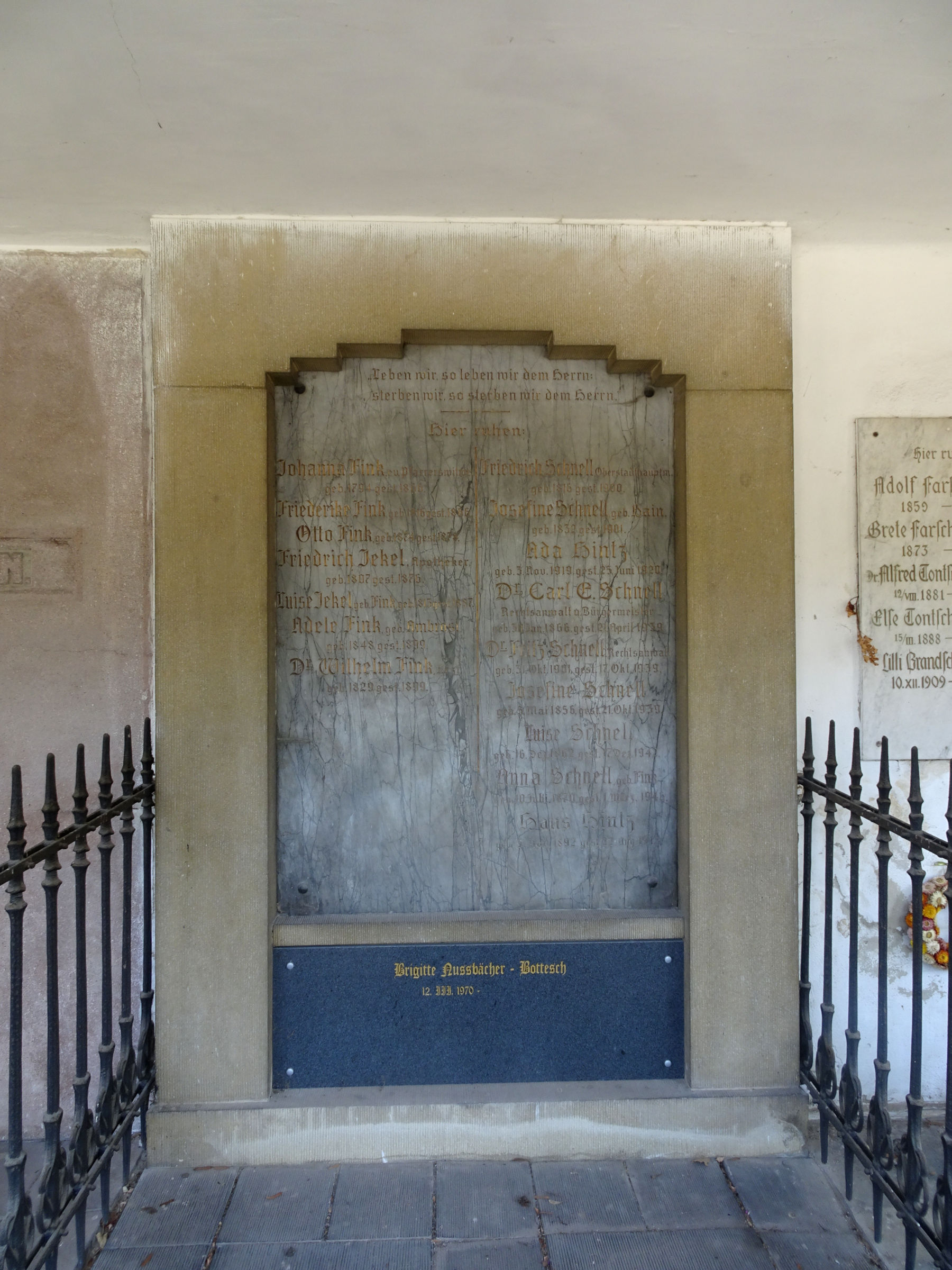
A Schnell család kriptája a brassói evangélikus temetőben
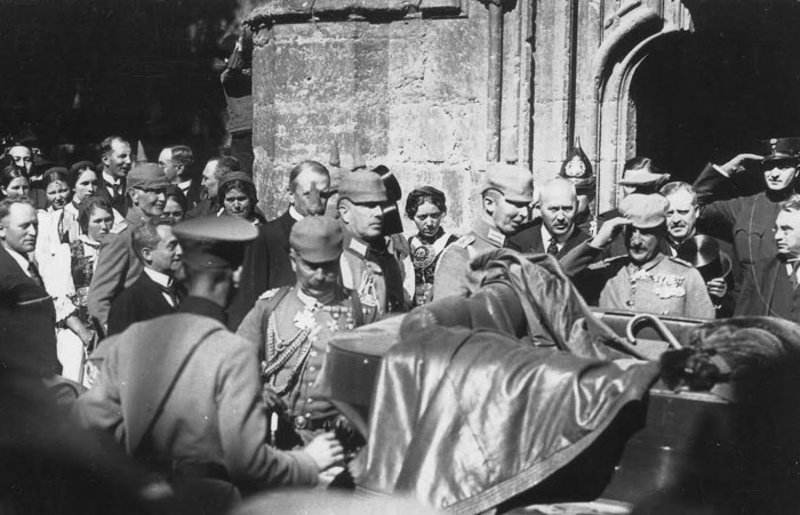
II. Vilmos látogatása (Schnell jobbra, félig kilóg a képből)